# Vielleségure
Vielleségure ist eine französische Gemeinde mit 381 Einwohnern (Stand: 1. Januar 2022) im Département Pyrénées-Atlantiques in der Region Nouvelle-Aquitaine. Sie gehört zum Arrondissement Pau und zum Kanton Le Cœur de Béarn. Die Einwohner werden Vielleségurois genannt.

## Geographie

### Lage
Vielleségure liegt in der historischen Provinz Béarn am Fuß der Pyrenäen, das mit dem französischen Baskenland das Département Pyrénées-Atlantiques bildet. Die Gemeinde liegt zehn Kilometer südlich von Lacq.
Der Saleys, ein Nebenfluss des Gave d’Oloron, entspringt an der Gemeindegrenze. Der Laâ, ein Nebenfluss des Gave de Pau, entspringt in der Gemeinde Vielleségure. Beide Flüsse münden in den Gaves Réunis und später in den Adour, der bei Bayonne in den Atlantischen Ozean mündet.

### Gemeindegliederung
In Vielleségure befinden sich folgende Ortschaften:
- Béziau de Bas
- Béziau de Haut
- Hourcade
- Lou Sales
- Serre de Cherps

### Nachbargemeinden
|                                     | Sauvelade       |                     |
| Bugnein Bastanès Méritein Navarrenx | Kompass         | Lagor Lucq-de-Béarn |
|                                     | Ogenne-Camptort |                     |

## Geschichte
Der Name Vielleségure erschien 1343 als la bastide de Viele-Segure, um 1350 als Sent-Bertran de Viele-Segure, 1391 als Bielesegure und 1572 als Bielasegura.
Die Ursprünge von Vielleségure gehen auf eine Zeit zurück, in der die Vascons gegen die Römer auf einem als „éperon barré“ bekannten Ort protestierten, der auf einem Hügel erbaut worden war. 1339 wurde eine von Gaston II. erbaute Festung verlassen und von Gaston II. (auch Fébus genannt) per Befehl vom 26. Januar 1372 modernisiert und ausgebaut, um sie im Hundertjährigen Krieg nutzen zu können.
Gemäß Paul Raymond umfasste Vielleségure 1385 56 Familien und war abhängig von der Bailliage in Lagor und Pardies.

## Interkommunale Kooperationen
Vielleségure ist Mitglied bei folgenden fünf Interkommunalen Kooperationen:
- Agence publique de gestion locale
- Communauté de communes de Lacq-Orthez
- SIVOM de Lagor
- Syndicat intercommunal d’eau et d’assainissement Gave et Baïse
- Syndicat intercommunal de transports scolaires de la vallée du Laà

## Weinbau
Der Ort gehört zum Weinbaugebiet Béarn.

## Verkehr
Vielleségure liegt an den Route départementales 110 und 111.